# Oceanborn
"Oceanborn", Nightwishs andra album, släpptes i oktober 1998. Albumet är ett av bandets mörkaste och anses också av många beundrare vara det bästa. Albumet är också klart fantasy-inspirerat, med spår som Swanheart, Walking In The Air och The Pharaoh Sails To Orion. Andra låtar har en mer religiös känsla, som i Passion and The Opera och Gethsemane. Dessutom finns det också några teatraliska spår, som Devil and the Deep Dark Ocean. Under tiden är folkmusikelementen från det förra albumet Angels Fall First till största delen borta.

## Låtar på albumet
1. "Stargazers"
2. "Gethsemane"
3. "Devil And The Deep Dark Ocean"
4. "Sacrament Of Wilderness"
5. "Passion And The Opera"
6. "Swanheart"
7. "Moondance"
8. "The Riddler"
9. "The Pharaoh Sails To Orion"
10. "Walking In The Air"
11. "Sleeping Sun" (bonusspår i alla utgåvor sedan 1999)

## Singlar
- Sacrament Of Wilderness
- Passion And The Opera
- Walking In The Air
- Sleeping Sun

## Bandmedlemmar
- Tarja Turunen - sång
- Erno Vuorinen – gitarr
- Sami Vänskä - basgitarr
- Tuomas Holopainen – synthesizer
- Jukka Nevalainen – trummor